# Lijst van voetbalinterlands Rusland - Turkije
Deze lijst van voetbalinterlands is een overzicht van alle officiële voetbalwedstrijden tussen de nationale teams van Rusland en Turkije. De landen speelden tot op heden acht keer tegen elkaar. De eerste ontmoeting, een vriendschappelijke wedstrijd, werd gespeeld in Bursa op 20 april 1994. Het laatste duel, een groepswedstrijd tijdens de UEFA Nations League 2020/21, vond plaats op 15 november 2020 in Istanboel.

## Wedstrijden
| № | Plaats    | Datum            | Competitie                  | Wedstrijd         | Uitslag |
| - | --------- | ---------------- | --------------------------- | ----------------- | ------- |
| 1 | Bursa     | 20 april 1994    | Vriendschappelijk           | Turkije – Rusland | 0 – 1   |
| 2 | Moskou    | 22 april 1998    | Vriendschappelijk           | Rusland – Turkije | 1 – 0   |
| 3 | Antalya   | 31 augustus 2016 | Vriendschappelijk           | Turkije – Rusland | 0 – 0   |
| 4 | Moskou    | 5 juni 2018      | Vriendschappelijk           | Rusland − Turkije | 1 − 1   |
| 5 | Trabzon   | 7 september 2018 | UEFA Nations League 2018/19 | Turkije – Rusland | 1 − 2   |
| 6 | Sotsji    | 14 oktober 2018  | UEFA Nations League 2018/19 | Rusland – Turkije | 2 – 0   |
| 7 | Moskou    | 11 oktober 2020  | UEFA Nations League 2020/21 | Rusland − Turkije | 1 − 1   |
| 8 | Istanboel | 15 november 2020 | UEFA Nations League 2020/21 | Turkije − Rusland | 3 − 2   |

## Samenvatting
| Competitie          | Totaal gespeeld | Winst Rusland | Gelijk | Winst Turkije | Doelsaldo Rusland – Turkije |
| ------------------- | --------------- | ------------- | ------ | ------------- | --------------------------- |
| UEFA Nations League | 4               | 2             | 1      | 1             | 7 − 5                       |
| Vriendschappelijk   | 4               | 2             | 2      | 0             | 3 − 1                       |
| Totaal              | 8               | 4             | 3      | 1             | 10 − 6                      |

## Details

### Eerste ontmoeting
| Vriendschappelijk (Bursa, Turkije, 20 april 1994): |       |                       |
| Turkije                                            | 0 – 1 | Rusland               |
|                                                    | goals | 10' Dmitri Radtsjenko |

### Tweede ontmoeting
| Vriendschappelijk (Moskou, Rusland, 22 april 1998): |       |         |
| Rusland                                             | 1 – 0 | Turkije |
| Vladimir Bestsjastnych 80'                          | goals |         |

### Derde ontmoeting
| Vriendschappelijk (Antalya, Turkije, 31 augustus 2016): |       |         |
| Turkije | 0 – 0 | Rusland |
| | goals |         |
| - Debuut van Kaan Ayhan (TSV Fortuna Düsseldorf) voor Turkije. - Eerste duel van Rusland onder leiding van bondscoach Stanislav Tsjertsjesov. - Debuut van Fjodor Koedrjasjov, Aleksandr Jerochin (beiden FC Rostov) en Joeri Gazinski (FC Krasnodar) voor Rusland. |       |         |